# Гонщик, Вадим Валерьевич
Вадим Валерьевич Гонщик (укр. Вадим Валерійович Гонщик; 25 января 1986, Киев, Украинская ССР, СССР) — украинский футболист, полузащитник. Полуфиналист Кубка Украины 2013/14.

## Игровая карьера
Воспитанник киевского футбола. Первый тренер — П. М. Дунихин. Первый контракт заключил 17 июня 2003 года с киевским «Арсеналом». Сезон 2003/04 Гонщик провёл во второй команде «Арсенала», а следующие два — в дубле (42 матча, 1 гол). Так и не сыграв в Премьер-лиге, футболист летом 2006 года перешёл в «Днепр» (Черкассы). После трёх лет в черкасской команде продолжил карьеру в белоцерковском «Арсенале». За эту команду сыграл более 100 матчей в чемпионатах Украины. 2013 год провёл в кировоградской «Звезде».
Зимой 2014 года вернулся в Черкассы, став игроком «Славутича». 7 мая 2014 года играл в полуфинале Кубка Украины против донецкого «Шахтёра». По окончании сезона 2015/16 завершил профессиональную карьеру.